# ISO 3166-2:NR

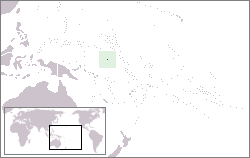
Nauru en un mapa de Oceanía.

ISO 3166-2:NR es la entrada para Nauru en ISO 3166-2, parte de los códigos de normalización ISO 3166 publicados por la Organización Internacional de Normalización (ISO), que define los códigos para los nombres de las principales subdivisiones (p.ej., provincias o estados) de todos los países codificados en ISO 3166-1.
En la actualidad, para Nauru los códigos ISO 3166-2 se definen para 14 distritos.
Cada código consta de dos partes, separadas por un guion. La primera parte es NR, el código ISO 3166-1 alfa-2 para Nauru. La segunda parte tiene dos cifras (01–14).

## Códigos actuales
Los nombres de las subdivisiones se ordenan según el estándar ISO 3166-2 publicado por la Agencia de Mantenimiento ISO 3166 (ISO 3166/MA).
Pulsa sobre el botón en la cabecera para ordenar cada columna.
| Código | Nombre de la subdivisión (en, na)   |
| ------ | ----------------------------------- |
| NR-01  | Aiwo                                |
| NR-02  | Anabar                              |
| NR-03  | Anetan                              |
| NR-04  | Anibare                             |
| NR-05  | Baitsi (la variante local es Baiti) |
| NR-06  | Boe                                 |
| NR-07  | Buada                               |
| NR-08  | Denigomodu                          |
| NR-09  | Ewa                                 |
| NR-10  | Ijuw                                |
| NR-11  | Meneng                              |
| NR-12  | Nibok                               |
| NR-13  | Uaboe                               |
| NR-14  | Yaren                               |

## Cambios
Los siguientes cambios de entradas han sido anunciados en los boletines de noticias emitidos por el ISO 3166/MA desde la primera publicación del ISO 3166-2 en 1998, cesando esta actividad informativa en 2013.
| Informe                       | Fecha de emisión                     | Descripción del cambio reportado                                                                                     | Cambio de código o subdivisión       |
| ----------------------------- | ------------------------------------ | --- | ------------------------------------ |
| Boletín I-8                   | 2007-04-17                           | Se añaden las subdivisiones administrativas y sus elementos de código                                                | Subdivisiones añadidas:14 distritos  |
| Boletín II-3                  | 2011-12-13 (corregido el 2011-12-15) | Se añade el término administrativo local genérico.                                                                   |                                      |
| Plataforma en línea de la ISO | 2017-11-23                           | Cambia el nombre de la subdivisión de NR-05; se añade la variante local de NR-05, se actualiza el origen de la lista | Nombre cambiado:NR-05 Baiti → Baitsi |